# Tungsenia
Tungsenia — це вимерлий рід базальних тетраподоморфних кісткових риб, відомих з ~409 млн років тому (ранній девон) у північно-східній провінції Юньнань, Китай. Його залишки були виявлені в формації Посончхонг. Це найбільш відомий базальний тетрапоморф.